# William Morris (sportskytt)
William Clifton "Bill" Morris, född 27 juni 1939 i Fairfax, Oklahoma, är en amerikansk före detta sportskytt.
Han blev olympisk bronsmedaljör i trap vid sommarspelen 1964 i Tokyo.